# Warren (contea di Bradford)
Warren è una township degli Stati Uniti d'America, nella contea di Bradford nello Stato della Pennsylvania. Secondo il censimento del 2000 la popolazione è di 1.025 abitanti.

## Società

### Evoluzione demografica
La composizione etnica vede una maggioranza di quella bianca (98,93%), seguita dagli asiatici e dagli afroamericani (0,20%) dati del 2000.
| township di Warren Popolazione |       |
| 2000                           | 1.025 |
| Stima al 2009                  | 1.075 |